# 1021-es busz
Az 1021-es jelzésű autóbuszvonal távolsági autóbuszjárat Budapest és Salgótarján között, melyet a Volánbusz Zrt. lát el.

## Közlekedése
Az egyik legforgalmasabb országos autóbuszjárat köszönhetően annak, hogy Salgótarján és Budapest között nincs közvetlen vonat.
A vonalon közlekedő autóbuszok az M3-as autópályán és a 21-es főúton közlekednek, keresztülhaladnak Lőrinci, Pásztó, Tar, Mátraverebély és Bátonyterenye-Kisterenye településeken. Egyes járatok betérnek Apc, Szurdokpüspöki, településekre.

## Megállóhelyei
| 1021 (Budapest – Pásztó – Bátonyterenye – Salgótarján) | 1021 (Budapest – Pásztó – Bátonyterenye – Salgótarján) | 1021 (Budapest – Pásztó – Bátonyterenye – Salgótarján) | 1021 (Budapest – Pásztó – Bátonyterenye – Salgótarján) | 1021 (Budapest – Pásztó – Bátonyterenye – Salgótarján) | 1021 (Budapest – Pásztó – Bátonyterenye – Salgótarján) | 1021 (Budapest – Pásztó – Bátonyterenye – Salgótarján) | 1021 (Budapest – Pásztó – Bátonyterenye – Salgótarján) | 1021 (Budapest – Pásztó – Bátonyterenye – Salgótarján)                              |
| sz                                                     | sz                                                     | sz                                                     | Megállóhely                                            | sz                                                     | sz                                                     | sz                                                     | Átszállási kapcsolatok | Fontosabb létesítmények                                                             |
| ------------------------------------------------------ | ------------------------------------------------------ | ------------------------------------------------------ | ------------------------------------------------------ | ------------------------------------------------------ | ------------------------------------------------------ | ------------------------------------------------------ | --- | ----------------------------------------------------------------------------------- |
| 0                                                      | 0                                                      | 0                                                      | Budapest, Stadion autóbusz-pályaudvar végállomás       | 23                                                     | 22                                                     | 19                                                     | 1, 1A 73, 75, 77, 80 95, 130, 195 396, 397, 398, 399, 400, 402, 410, 412, 414, 422, 424, 430, 432, 434, 435, 436, 437, 438, 439, 440, 441, 442, 485, 486 1020, 1024, 1031, 1034, 1037, 1039, 1040, 1044, 1045, 1046, 1049, 1050, 1051, 1052, 1053, 1054, 1060, 1063, 1067, 1068, 1069, 1070, 1075, 1076, 1077, 1078                                                                  | Stadion autóbusz-pályaudvar Puskás Ferenc Stadion , Papp László Budapest Sportaréna |
| 1                                                      | 1                                                      | 1                                                      | Budapest, Kacsóh Pongrác út                            | 22                                                     | 21                                                     | 18                                                     | 1, 1A, 3, 69 74, 81, 82 25, 32, 225 396, 397, 398, 399, 402, 412, 414, 422, 424, 432, 434, 435, 436, 437, 438, 439, 442 1020, 1024, 1031, 1034, 1037, 1039, 1040, 1044, 1045, 1046, 1049, 1050, 1051, 1052, 1053, 1054, 1063, 1067, 1068, 1069, 1076 | Mexikói út BVSC uszoda                                                              |
| 2                                                      | 2                                                      | 2                                                      | Budapest, Szerencs utca                                | 21                                                     | 20                                                     | 17                                                     | 96, 225, 296, 296A 396, 397, 398, 399, 402, 412, 414, 422, 424, 432, 434, 435, 436, 437, 438, 439, 442 1020, 1024, 1031, 1034, 1037, 1039, 1040, 1044, 1045, 1046, 1049, 1051, 1052, 1053, 1054, 1063, 1067, 1068, 1069, 1076 |                                                                                     |
| 3                                                      | 3                                                      | 3                                                      | Lőrinci, városháza                                     | 20                                                     | 19                                                     | 16                                                     | 1037, 1302 3600, 3601, 3602, 3604, 3605, 3607, 3678, 3679 |                                                                                     |
| 4                                                      | 4                                                      | 4                                                      | Lőrinci, Selyp                                         | 19                                                     | 18                                                     | 15                                                     | 1037, 1302 3600, 3601, 3602, 3603, 3604, 3605, 3607, 3628, 3677, 3678, 3679 |                                                                                     |
| 5                                                      | 5                                                      | 5                                                      | Zagyvaszántó, községháza                               | 18                                                     | 17                                                     | 14                                                     | 1037, 1302 3601, 3603, 3604, 3605, 3607, 3677, 3679 |                                                                                     |
| 6                                                      | 6                                                      | 6                                                      | Apc-Zagyvaszántó, vasútállomás                         | 17                                                     | 16                                                     | 13                                                     | 1037, 1302 3220, 3601, 3603, 3604, 3605, 3607, 3677 személyvonat | Apc-Zagyvaszántó vasútállomás                                                       |
| ∫                                                      | 6                                                      | 6                                                      | Apc, Petőfi tér                                        | ∫                                                      | 15                                                     | ∫                                                      | 1037 3601, 3603, 3604, 3605, 3607, 3677, 3679 |                                                                                     |
| 6                                                      | 7                                                      | 7                                                      | Jobbágyi, galgagutai elágazás                          | 16                                                     | 14                                                     | 12                                                     | 1020, 1024, 1031, 1302 3061, 3062, 3064, 3261, 3262, 3263, 3264, 3266, 3607 |                                                                                     |
| ∫                                                      | ∫                                                      | ∫                                                      | Szurdokpüspöki, 21-es úti elágazás                     | 15                                                     | ∫                                                      | 11                                                     | 1020, 1024 3061, 3062, 3064, 3065, 3261, 3262, 3263, 3266 |                                                                                     |
| 7                                                      | 8                                                      | 8                                                      | Szurdokpüspöki, Szabadság tér                          | ∫                                                      | 13                                                     | ∫                                                      | 1301, 1302, 1305, 1308 3060, 3061, 3062, 3064, 3065, 3261, 3262, 3263, 3607 |                                                                                     |
| 8                                                      | 9                                                      | 9                                                      | Szurdokpüspöki, óvoda                                  | ∫                                                      | 12                                                     | ∫                                                      | 1302, 1305, 1308 3060, 3061, 3062, 3065, 3261, 3262, 3263, 3607 |                                                                                     |
| 9                                                      | 10                                                     | 10                                                     | Szurdokpüspöki, Szabadság út 169                       | ∫                                                      | 11                                                     | ∫                                                      | 1302, 1305, 1308 3060, 3061, 3062, 3064, 3065, 3261, 3262, 3263, 3607 |                                                                                     |
| 10                                                     | 11                                                     | 11                                                     | Pásztó, Csillag tér                                    | 14                                                     | 10                                                     | 10                                                     | 1024, 1301, 1302, 1305, 1308 3060, 3061, 3062, 3064, 3065, 3067, 3072, 3235, 3240, 3241, 3261, 3262, 3263, 3266, 3315, 3607 |                                                                                     |
| 11                                                     | 12                                                     | 12                                                     | Pásztó, Fő út 73. végállomás                           | 13                                                     | 9                                                      | 9                                                      | 1301, 1302, 1305 3060, 3061, 3062, 3064, 3065, 3067, 3070, 3265, 3657 |                                                                                     |
| 12                                                     | 13                                                     | 13                                                     | Tar, községháza                                        | 12                                                     | 8                                                      | 8                                                      | 1301, 1302, 1305 3060, 3061, 3062, 3064, 3065, 3067, 3070 |                                                                                     |
| 13                                                     | 14                                                     | 14                                                     | Tar, vasútállomás                                      | 11                                                     | 7                                                      | 7                                                      | 1301, 1302, 1305 3060, 3061, 3062, 3064, 3065, 3067, 3070 személyvonat | Tar vasútállomás                                                                    |
| 14                                                     | 15                                                     | 15                                                     | Mátraverebély, szentkúti elágazás                      | 10                                                     | 6                                                      | 6                                                      | 1020, 1031, 1034, 1301, 1302, 1305 3060, 3061, 3062, 3064, 3065, 3066, 3067, 3166 |                                                                                     |
| ∫                                                      | ∫                                                      | 16                                                     | Bátonyterenye (Nagybátony), Ózdi út 10.                | 9                                                      | ∫                                                      | ∫                                                      | 2, 3, 3A, 3C 1031, 1034, 1301, 1302, 1305, 1349, 1351, 1354 3051, 3052, 3055, 3056, 3058, 3060, 3061, 3062, 3065, 3066, 3067, 3108, 3152, 3153, 3154, 3156, 3166 |                                                                                     |
| ∫                                                      | ∫                                                      | 17                                                     | Bátonyterenye (Nagybátony), bányaváros                 | 8                                                      | ∫                                                      | ∫                                                      | 2, 3, 3A 1031, 1034, 1301, 1302, 1305, 1349, 1351, 1354 3051, 3052, 3055, 3056, 3058, 3060, 3061, 3062, 3065, 3066, 3067, 3108, 3152, 3153, 3154, 3156, 3166 |                                                                                     |
| ∫                                                      | ∫                                                      | 18                                                     | Bátonyterenye (Kisterenye), posta                      | 7                                                      | ∫                                                      | ∫                                                      | 3, 3A 1301, 1302, 1305, 1347, 1351, 1384, 1447, 1448 3051, 3052, 3055, 3056, 3058, 3060, 3061, 3062, 3065, 3066, 3067, 3108, 3153, 3154, 3156, 3166 |                                                                                     |
| 15                                                     | 16                                                     | 19                                                     | Bátonyterenye (Kisterenye), ózdi útelágazás            | 6                                                      | 5                                                      | 5                                                      | 3, 3A, 3C 1020, 1301, 1302, 1305, 1347, 1349, 1351, 1354, 1384, 1447, 1448 3046, 3051, 3052, 3055, 3056, 3058, 3060, 3061, 3062, 3064, 3065, 3066, 3067, 3108, 3153, 3154, 3156, 3166 |                                                                                     |
| ∫                                                      | ∫                                                      | 20                                                     | Bátonyterenye (Kisterenye), bányatelep                 | 5                                                      | ∫                                                      | ∫                                                      | 3, 3A, 3C 1020, 1301, 1302, 1305, 1347, 1349, 1351, 1354, 1384 3046, 3051, 3052, 3055, 3056, 3058, 3060, 3061, 3062, 3064, 3065, 3066, 3067, 3154 |                                                                                     |
| 16                                                     | 17                                                     | 21                                                     | Vizslás, Újlak                                         | 4                                                      | 4                                                      | 4                                                      | 1020, 1302, 1305, 1347, 1351, 1354, 1384 3046, 3051, 3052, 3055, 3056, 3058, 3060, 3061, 3062, 3065, 3066, 3067 |                                                                                     |
| 17                                                     | 18                                                     | 22                                                     | Salgótarján, szécsényi útelágazás                      | 3                                                      | 3                                                      | 3                                                      | 9, 13, 19, 63, 63S 1010, 1012, 1020, 1301, 1302, 1305, 1347, 1349, 1351, 1354, 1384 3045, 3051, 3052, 3055, 3056, 3058, 3060, 3061, 3062, 3064, 3065, 3066, 3067, 3070, 3072, 3075, 3080, 3081, 3082 |                                                                                     |
| 18                                                     | 19                                                     | 23                                                     | Salgótarján (Zagyvapálfalva), felüljáró                | 2                                                      | 2                                                      | 2                                                      | 9, 13, 19, 63, 63S 1010, 1012, 1020, 1301, 1302, 1305, 1347, 1349, 1351, 1354, 1384, 1447, 1448 3045, 3051, 3052, 3055, 3056, 3058, 3060, 3061, 3062, 3064, 3065, 3066, 3067, 3070, 3072, 3075, 3080, 3081, 3082 |                                                                                     |
| 19                                                     | 20                                                     | 24                                                     | Salgótarján, baglyasaljai felüljáró                    | 1                                                      | 1                                                      | 1                                                      | 3C, 4, 4A, 14, 46 1010, 1012, 1020, 1302, 1347, 1351, 1354, 1384 3051, 3064, 3070, 3080 |                                                                                     |
| ∫                                                      | ∫                                                      | 25                                                     | Salgótarján, Eperjes telep                             | ∫                                                      | ∫                                                      | ∫                                                      | 3C 1020, 1351, 1384 3051, 3064, 3070, 3080 |                                                                                     |
| 20                                                     | 21                                                     | 26                                                     | Salgótarján, autóbusz-állomás végállomás               | 0                                                      | 0                                                      | 0                                                      | 1, 2A, 2T, 3C, 5, 6, 7, 7A, 7B, 7C, 8, 9, 11, 11A, 11B, 11Y, 13, 14, 19, 27A, 36, 46, 58, 63, 63S 1010, 1012, 1020, 1301, 1302, 1305, 1347, 1349, 1351, 1352, 1354, 1384, 1447, 1448 3015, 3022, 3024, 3030, 3034, 3044, 3045, 3051, 3052, 3055, 3056, 3058, 3060, 3061, 3062, 3064, 3065, 3066, 3067, 3070, 3072, 3075, 3080, 3081, 3082, 3084, 3090, 3092, 3093, 3094 személyvonat | Salgótarján megállóhely                                                             |

## Járatok
A 115 és 116 számú járatok megállnak Kisterenye, bányatelep megállóhelyen. A 115 számú járat megáll Salgótarján, Eperjes telepen is. A 116 számú járat Szurdokpüspöki érintése nélkül, de Apc, Petőfi tér érintésével közlekedik.
A 20, 22 és 101 számú járat Budapest és Pásztó között közlekedik.
A 4 számú járat Tar és Budapest között közlekedik.